# Пам'ятник чекістам
Пам'ятник чекістам — колишній пам'ятник у Києві, що існував з 1967 по 2016 рік на Либідській площі (раніше — площі Дзержинського), встановлений на честь співробітників ВЧК. Авторами монумента є скульптор Василь Бородай та архітектор Анатолій Ігнащенко.

## Опис
Пам'ятник було виготовлено з червоного граніту. Монумент являв собою прямокутну брилу заввишки 9 метрів, на якій містився горельєф із зображенням облич двох бійців. Знизу на постаменті по периметру було розміщено напис великими літерами «Мужнім чекістам, бійцям Революції, вірним синам Батьківщини, полеглим у битвах за владу Рад, пам'ять і шана народна».

## Пошкодження і демонтаж
Питання знесення пам'ятника неодноразово порушувалося представниками громадськості та проукраїнських політичних партій та організацій. Зокрема, з вимогою демонтажу всіх пам'яток тоталітаризму в місті, серед яких і Пам'ятник чекістам, до керівництва Києва та України зверталося ГО «Люстрація». Ідея демонтажу пам'ятки обговорювалася у КМДА.
Близько 4 години ранку 14 грудня 2009 року шестеро невідомих за допомогою драбини піднялися на пам'ятник і кувалдою відбили кепку та пошкодили ніс одному з бійців. 12 грудня 2013 року невідомі залишили напис на постаменті «Кати України».
У березні 2014 року з ініціативи групи скульпторів було зроблено спробу демонтажу монумента, однак через тріщину у брилі та, як наслідок, загрозу руйнування пам'ятки демонтаж було зупинено. Дозвіл на перенесення пам'ятника було видано Київським науково-методичним центром по охороні, реставрації та використанню пам'яток історії, культури і заповідних територій. Планувалося перенесення монумента до «парку радянських скульптур», намір створити який задекларувала КМДА.
23 лютого 2014 року близько 15 години активістами Євромайдану було розпочато повалення пам'ятника. Однак через великі габарити повалити пам'ятник не вдалося: активісти змогли лише відколоти літери напису знизу монумента, частково зруйнували постамент та розписати його гаслами «Чека — пока», «Комунізм на смітник», «За Холодний Яр», «Беркут XX століття» тощо; крім того, активісти намагалися відколоти зображення зірки з тильної частини монумента, але, зазнавши невдачі, намалювали поверх неї тризуб.Знесення монумента було зупинено групою скульпторів та мистецтвознавців, які пообіцяли перенести пам'ятник у майбутній «парк тоталітарних скульптур».
28 квітня 2016 року пам'ятник намагалися демонтувати активісти цивільного корпусу «Азов», Правого сектору, батальйону «ОУН» та інших організацій. Ініціатором демонтажу став Комітет визволення політв'язнів, активісти якого подали до КМДА заявку на демонтаж, проте жодної реакції не отримали. Після невдалої спроби демонтажу, пам'ятник було облито червоною фарбою і розписано гаслами.
25 травня 2016 року велику частину пам'ятника було зруйновано невідомим екскаватором. На деякий час руйнування було призупинено, оскільки планувалося перенести монумент до музею. Однак згодом руйнування було поновлено і 28 травня в цілому завершено.

## Галерея

Пам'ятник чекістам з написом «Кати України» 2009 року
Пам'ятник чекістам після кількох спроб знесення громадськістю у жовтні 2014 року